# بادي جريكو
بادي جريكو (بالإنجليزية: Buddy Greco)‏ هو عازف جاز وعازف بيانو ومغني أمريكي، ولد في 14 أغسطس 1926 في فيلادلفيا في الولايات المتحدة، وتوفي في 10 يناير 2017 في لاس فيغاس في الولايات المتحدة.

## وصلات خارجية
- الموقع الرسمي
- بادي جريكو على موقع IMDb (الإنجليزية)
- بادي جريكو على موقع ميوزك برينز (الإنجليزية)
- بادي جريكو على موقع ميوزك برينز (الإنجليزية)
- بادي جريكو على موقع أول ميوزيك (الإنجليزية)
- بادي جريكو على موقع ديسكوغز (الإنجليزية)